# Adrien Durand
Pour l’article homonyme, voir Adrien Durand (capitaine).
Adrien Durand, né le 20 avril 1927 à Mende (Lozère) et mort le 17 octobre 2000 dans la même ville, est un homme politique français.

## Détail des fonctions et des mandats
- Maire de Châteauneuf-de-Randon de 1962 à 2000.
- Président du conseil général de Lozère de mars 1979 à juillet 1981.

Mandats parlementaires
- 14 juin 1981 - 1er avril 1986 : Député de la 1re circonscription de la Lozère
- 16 mars 1986 - 14 mai 1988 : Député de la Lozère
- 12 juin 1988 - 1er avril 1993 : Député de la 1re circonscription de la Lozère